# Ennemain
Ennemain là một xã ở tỉnh Somme, vùng Hauts-de-France, Pháp.

## Địa lý
Thị trấn này tọa lạc trên giao lộ hai đường D103 và đường D145, 2 dặm Anh so với bờ sông Somme, khoảng 20 dặm Anh về phía tây của Saint-Quentin.

## Dân số
| 1962                                                           | 1968 | 1975 | 1982 | 1990 | 1999 |
| -------------------------------------------------------------- | ---- | ---- | ---- | ---- | ---- |
| 228                                                            | 234  | 232  | 253  | 257  | 248  |
| Số liệu điều tra dân số từ năm 1962, dân số không tính hai lần |      |      |      |      |      |